# Apatolestes
Apatolestes is een vliegengeslacht uit de familie van de dazen (Tabanidae).

## Soorten
- A. actites Philip and Steffan, 1962
- A. aitkeni Philip, 1941
- A. albipilosus Brennan, 1935
- A. ater Brennan, 1935
- A. colei Philip, 1941
- A. comastes Williston, 1885
- A. hinei Brennan, 1935
- A. parkeri Philip, 1941
- A. philipi Pechuman, 1985
- A. rossi Philip, 1950
- A. rugosus Middlekauff and Lane, 1976
- A. villosulus (Bigot, 1892)
- A. willistoni Brennan, 1935